# Zephyra
- Commons
- Wikispecies

Zephyra é um género botânico pertencente à família Tecophilaeaceae.